# Itsuki Urata
Itsuki Urata (浦田 樹 Urata Itsuki?, Tokio, 29 de enero de 1997) es un futbolista japonés que juega como defensa en el F. K. Bunyodkor de la Super Liga de Uzbekistán.

## Trayectoria

### Clubes
| Club                         | País       | Año       |
| ---------------------------- | ---------- | --------- |
| JEF United Chiba             | Japón      | 2015-2017 |
| J. League sub-22 (cedido)    | Japón      | 2015      |
| PSTC (cedido)                | Brasil     | 2016      |
| F. C. Ryukyu (cedido)        | Japón      | 2016      |
| Giravanz Kitakyushu (cedido) | Japón      | 2017      |
| Giravanz Kitakyushu          | Japón      | 2018      |
| Zarya Lugansk                | Ucrania    | 2019-2020 |
| N. K. Varaždin               | Croacia    | 2020-2023 |
| N. K. Maribor                | Eslovenia  | 2023-2024 |
| F. K. Bunyodkor              | Uzbekistán | 2024-     |